# 鏡 (ラヴェル)
組曲『鏡』（かがみ、仏：Miroirs）は、モーリス・ラヴェルが1905年、30歳のときに作曲した、5曲からなるピアノのための組曲。
初演は1906年1月6日にパリの国民音楽協会演奏会においてリカルド・ビニェスにより行われた。

## 構成
全曲で約30分である。各曲が単独で演奏されることもしばしば行われており、とりわけ第4曲「道化師の朝の歌」は演奏の機会が多い。各曲は、それぞれラヴェルが所属していた「アパッシュ」のメンバーに献呈されている。
1. 蛾（Noctuelles）：詩人のレオン＝ポール・ファルグに献呈。クロスリズムが目立つ曲で、曲名である蛾は娼婦を暗示していると考えられる。
2. 悲しげな鳥たち（Oiseaux tristes）：初演者リカルド・ビニェスに献呈。
3. 海原の小舟（Une barque sur l'océan）：画家のポール・ソルドに献呈。
4. 道化師の朝の歌（Alborada del gracioso）：批評家のミシェル・ディミトリー・カルヴォコレッシに献呈。この曲のみスペイン語の題名。他はフランス語。
5. 鐘の谷（La vallée des cloches）：作曲家のモーリス・ドラージュに献呈。

## 管弦楽版
第3曲「海原の小舟」と第4曲「道化師の朝の歌」は作曲者自身によって管弦楽編曲が行われている。本人は前者の出来を好んでいたが、余り評判がよくなかったため封印してしまった。出版が彼の死後になったのはそのためである。

### 海原の小舟
- 編曲：1906年
- 初演：1907年2月3日パリにて、ガブリエル・ピエルネ指揮、コロンヌ管弦楽団による。
- 出版：1950年（ラヴェルの生前には出版されなかった）
- 編成：
ピッコロ（第3フルート持ち替え）、フルート2（第2奏者はピッコロ持ち替え）、オーボエ2、コーラングレ、クラリネット2、バス・クラリネット、ファゴット2、ホルン4、トランペット2、トロンボーン3、テューバ、ティンパニ、大太鼓、シンバル、タムタム、トライアングル、グロッケンシュピール、チェレスタ、ハープ2、弦五部

### 道化師の朝の歌
- 編曲：1918年
- 初演：1919年5月17日パリにて、ルネ・バトン指揮、パドルー管弦楽団による。
- 日本初演：1938年5月25日東京（日比谷公会堂）にて、ヨーゼフ・ローゼンシュトック指揮、新交響楽団による。
- 出版：1923年
- 編成：
ピッコロ（第3フルート持ち替え）、フルート2、オーボエ2、コーラングレ、クラリネット2、ファゴット2、コントラファゴット、ホルン4、トランペット2、トロンボーン3、テューバ、ティンパニ3、大太鼓、小太鼓、タンブリン、シンバル、トライアングル、クロタル、カスタネット、シロフォン、ハープ2、弦五部